# قمر 14 (فلم)
قمر 14 فيلم كوميدي مصري أبيض وأسود، تم عرضه 3 أبريل 1950، من إخراج نيازي مصطفى وبطولة محمود ذو الفقار وكاميليا، ويحكى عن زواج ابن أحد الباشاوات سرا من ابنة صاحبة بنسيون، التي تعرف بقرار -الباشا- والد زوجها بمصاهرة ابنه بأحد الأثرياء فتدعى العمل ـ كخادمة- في قصر والده، فيقع الجميع في حبها.

## شخصيات الفيلم
- محمود ذو الفقار .. في دور "محسن"
- كاميليا .. في دور "قمر"
- فردوس محمد
- عبد الفتاح القصري
- حسن فايق .. في دور "منصور باشا"
- السيد بدير
- وداد حمدي
- أحمد غانم
- حليم الرومي
- سامية رشدي

## فريق العمل
- إخراج : نيازي مصطفى
- إنتاج : شركة مصر للتمثيل والسينما ، استديو مصر
- توزيع : استديو مصر
- سيناريو : نيازي مصطفى
- قصة وحوار: عبد الفتاح السيد
- مدير تصوير : كيليو
- مهندس صوت : أركولى
- مونتاج : أحمد جلال مصطفى
- مساعد إخراج :محمد الهواري، محمد جلال
- مساعد تصوير :والى نور الدين
- مساعد صوت :كمال عبد الله
- تم التصوير في استديو مصر
- تم الطبع والتحميض في معامل استديو مصر

## وصلات خارجية
- مقالات تستعمل روابط فنية بلا صلة مع ويكي بيانات